# Pholcus phalangioides
Pholcus phalangioides este o specie de păianjeni araneomorfi din familia Pholcidae.

## Descriere
Corpul femelelor are o lungime de aproximativ 9 mm, masculii sunt mai mici. Picioarele sunt de 5 sau 6 ori mai lungie decât corpul, la femele perechea anterioară ajungând la 5–7 cm.

## Reproducere
Femela ține ponta cu ajutorul chelicerelor. Juvenilii sunt transparenți, cu picioare relativ scurte. Năpârlesc de 5-6 ori până la maturizare.

## Ecologie
Pholcus phalangioides este o specie sinantropă, frecvent găsită în locuințe umane. Se hrăesc cu diferite insecte, păianjeni.

## Răspândire
Inițial, habitatul specie era limitat la regiunile calde din vestul Palearcticului. În prezent este întâlnită pe toate continentele, cu excepția Antarctidei.

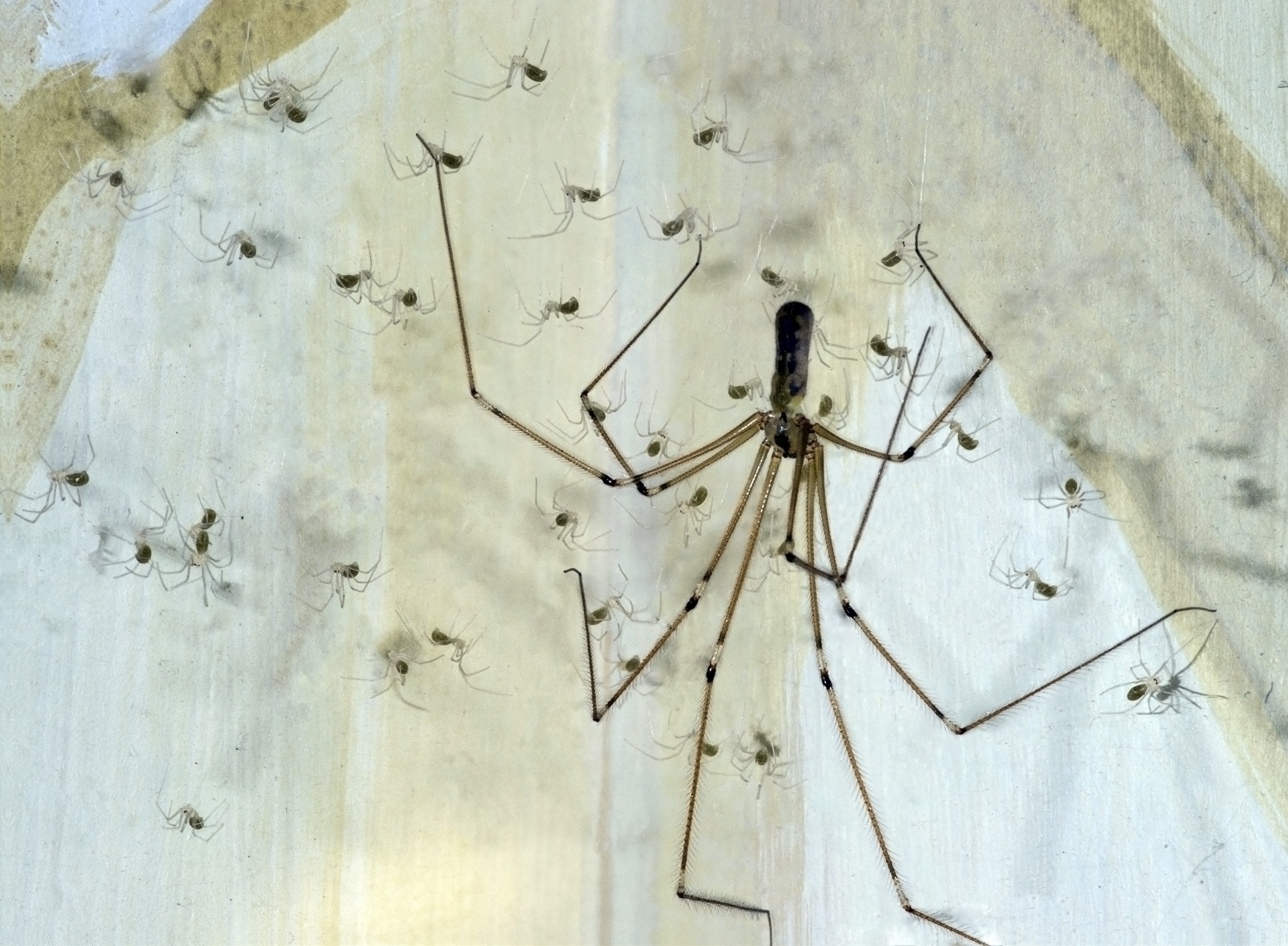
femelă și juvenili.
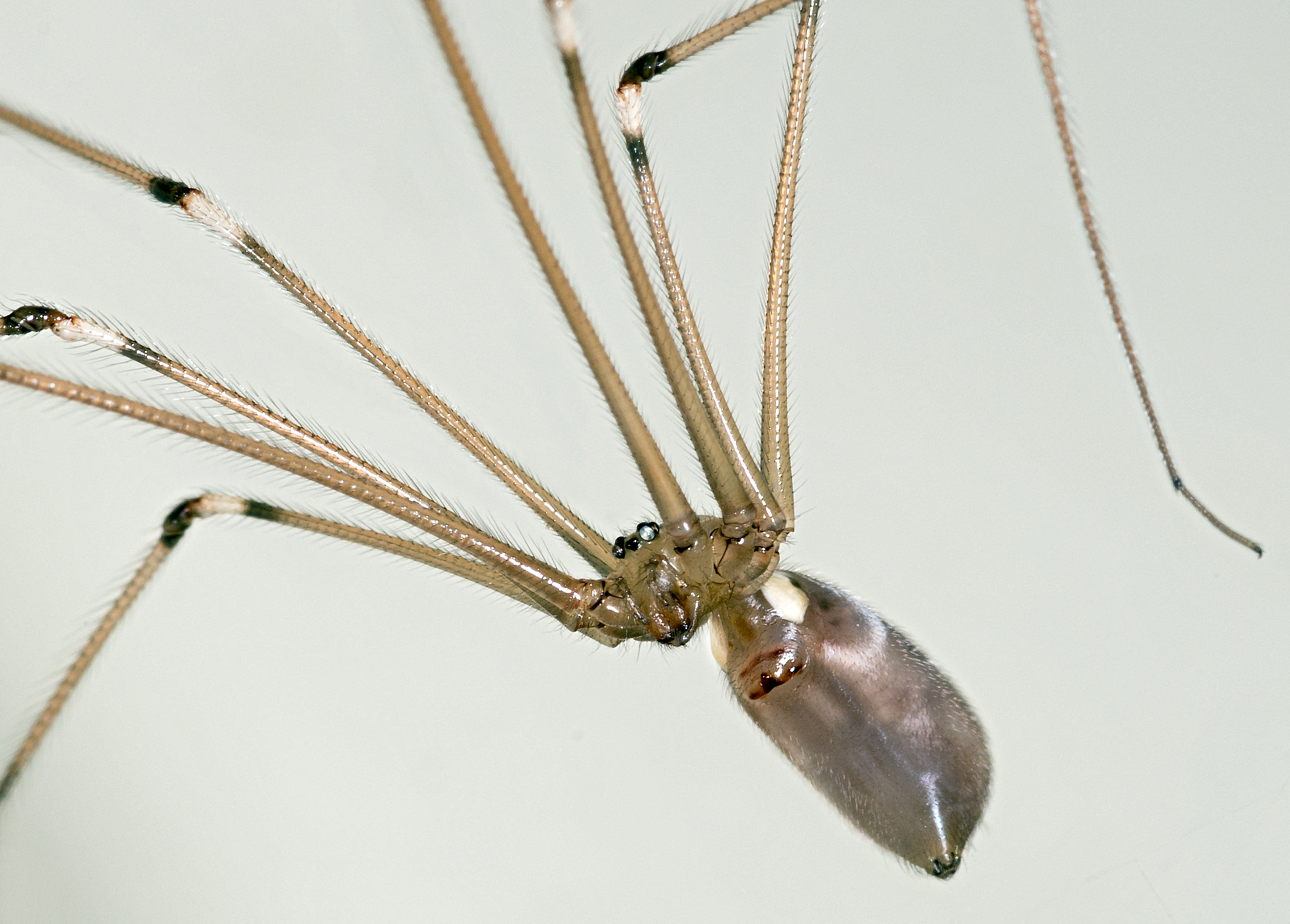
partea ventrală la femelă.
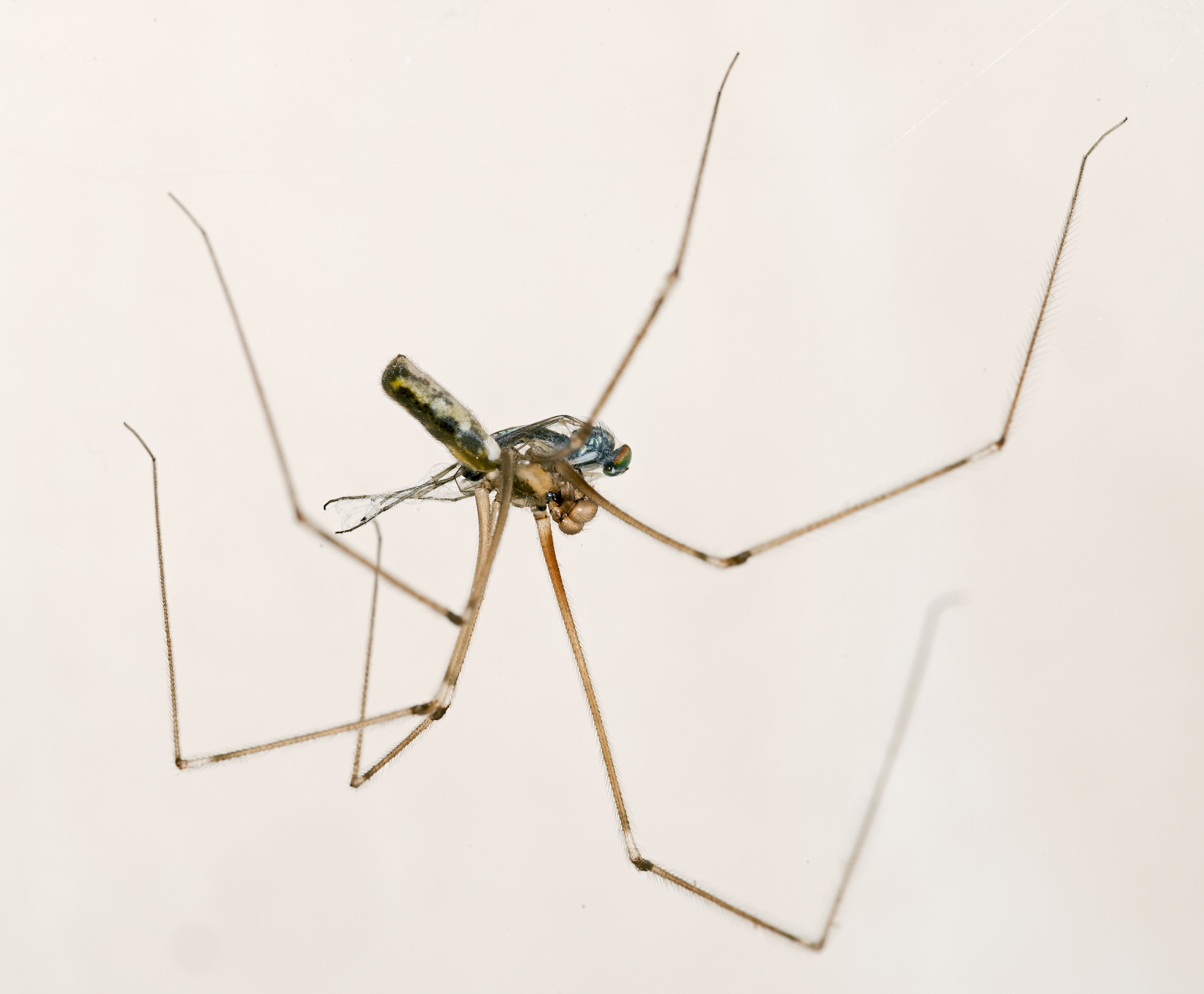
mascul